# هامزهو
هامزهو (به انگلیسی: Humshaugh) یک روستا و محله مدنی در بریتانیا است که در نورث‌آمبرلند واقع شده‌است. هامزهو ۶۲۲ نفر جمعیت دارد.